# یاروسلاف بناک
یاروسلاف بناک (چکی: Jaroslav Benák؛ زادهٔ ۳ آوریل ۱۹۶۲) بازیکن هاکی روی یخ اهل چکسلواکی بود.